# Премия фонда Антоновичей
Пре́мия фо́нда Антоно́вичей (укр. премія фундації Антоновичів, англ. Antonovych Prize) — ежегодная премия, вручаемая фондом Емельяна и Татьяны Антоновичей за украиноязычные литературные произведения или научные исследования. Размер премии составляет 5 тысяч долларов США.

### Лауреаты премии
| Год  | Лауреат                              |
| ---- | ------------------------------------ |
| 1981 | Барка, Василий Константинович        |
| 1982 | Стус, Василий Семёнович              |
| 1982 | Субтельный, Орест                    |
| 1983 | Андиевская, Эмма                     |
| 1983 | Гордон, Линда                        |
| 1984 | Коломиец, Юрий                       |
| 1984 | Ласло-Куцюк, Магдалина Андреевна     |
| 1985 | Лавриненко, Юрий Андрианович         |
| 1985 | Сондерс, Дэвид                       |
| 1986 | Левицкая-Холодная, Наталья Андреевна |
| 1986 | Кравченко, Богдан                    |
| 1987 | Плющ, Леонид Иванович                |
| 1987 | Конквест, Роберт                     |
| 1988 | Костюк, Григорий Александрович       |
| 1988 | Шевелёв, Юрий Владимирович           |
| 1988 | Химка, Джон-Пол                      |
| 1989 | Костенко, Лина                       |
| 1989 | Богачевская-Хомяк, Марта Даниловна   |
| 1990 | Шевчук, Валерий Александрович        |
| 1990 | Дзюба, Иван Михайлович               |
| 1991 | Драч, Иван Фёдорович                 |
| 1991 | Бжезинский, Збигнев Казимеж          |
| 1991 | Гаврилишин, Богдан Дмитриевич        |
| 1992 | Дрозд, Владимир Григорьевич          |
| 1992 | Брайчевский, Михаил Юлианович        |
| 1992 | Газета «Літературна Україна»         |
| 1993 | Винграновский, Николай Степанович    |
| 1993 | Дашкевич, Ярослав Романович          |
| 1993 | Жулинский, Николай Григорьевич       |
| 1994 | Гуцало, Евгений Филиппович           |
| 1994 | Апанович, Елена Михайловна           |
| 1995 | Федорив, Роман Николаевич            |
| 1995 | Брюховецкий, Вячеслав Степанович     |
| 1995 | Коцюбинская, Михайлина Фоминична     |
| 1996 | Мушкетик, Юрий Михайлович            |
| 1996 | Логвин, Григорий Никонович           |
| 1996 | Боцюркив, Богдан                     |
| 1997 | Калинец, Игорь Миронович             |
| 1997 | Степовик, Дмитрий Власович           |
| 1998 | Луцкий, Юрий Остапович               |
| 1998 | Барабаш, Юрий Яковлевич              |
| 1999 | Шевченко, Игорь Иванович             |
| 2000 | Бадзьо, Юрий Васильевич              |
| 2001 | Шпорлюк, Роман                       |
| 2001 | Хемм, Майкл                          |
| 2001 | Андрухович, Юрий Игоревич            |
| 2002 | Исаевич, Ярослав Дмитриевич          |
| 2002 | Гусейнов, Григорий Джамалович        |
| 2002 | Шаповал, Юрий Иванович               |
| 2003 | Иваничук, Роман Иванович             |
| 2003 | Рябчук, Николай Юрьевич              |
| 2004 | Павличко, Дмитрий Васильевич         |
| 2004 | Содомора, Андрей Александрович       |
| 2005 | Премия не присуждалась               |
| 2006 | Гудзяк, Борис                        |
| 2007 | Грицак, Ярослав Иосифович            |
| 2008 | Джуль, Андрей                        |
| 2008 | Грабович, Григорий Юльевич           |
| 2009 | Забужко, Оксана                      |
| 2009 | Винар, Любомир                       |
| 2010 | Бердиховская, Богумила               |
| 2010 | Гнатюк, Александра                   |